# Шеффер, Крэйг
Крэйг Эрик Шеффер (англ. Craig Eric Sheffer; род. 23 апреля 1960) — американский актёр кино и телевидения. Он известен своими главными ролями Нормана Маклина в фильме «Там, где течёт река», Аарона Буна в фильме «Ночной народ» и Кита Скотта в телесериале «Холм одного дерева».

## Биография
Шеффер родился в городе Йорк, штат Пенсильвания. Его отец работал тюремным надзирателем. Прежде чем стать успешным актёром, Крэйг продавал газеты и спал под мраморной лестницей на Центральном вокзале в течение нескольких недель, живя за счёт обедов спагетти в церкви.
Его первым ярким появлением на экране стала роль Иэна Хейдена в мыльной опере «Одна жизнь, чтобы жить». В 1985 году Шеффер сыграл главную роль в драме «Это было тогда… Это есть и сейчас», где его партнёром стал Эмилио Эстевес.

## Избранная фильмография
| Год  |    | Русское название             | Оригинальное название                 | Роль            |
| ---- | -- | ---------------------------- | ------------------------------------- | --------------- |
| 1986 | ф  | Клин клином                  | Fire with Fire                        | Джо Фиск        |
| 1987 | ф  | Нечто замечательное          | Some Kind Of Wonderful                | Харди Дженнс    |
| 1990 | ф  | Ночной народ                 | Nightbreed                            | Аарон Бун/Кабал |
| 1991 | ф  | Синяя пустыня                | Blue Desert                           | Рэндел Эткинс   |
| 1992 | ф  | Там, где течёт река          | A River Runs Through It               | Норман Маклин   |
| 1993 | ф  | Огонь в небе                 | Fire in the Sky                       | Аллан Дэллис    |
| 1993 | ф  | Амазонка в огне              | Fire on the Amazon                    | Ар. Джей        |
| 1994 | ф  | Спи со мной                  | Sleep With Me                         | Фрэнк           |
| 1994 | ф  | Тропой отчаяния              | The Desperate Trail                   | Джек Купер      |
| 1996 | ф  | Как удержаться на плаву      | Head Above Water                      | Ланс            |
| 1997 | тф | Дети мисс Эверс              | Miss Evers' Boys                      | доктор Дуглас   |
| 1997 | ф  | Блаженство                   | Bliss                                 | Джозеф          |
| 2000 | ф  | Восставший из ада 5: Инферно | Hellraiser: Inferno                   | Джозеф Торн     |
| 2002 | ф  | Ритуал                       | Tales from the Crypt Presents: Ritual | Пол Клэйбурн    |
| 2003 | ф  | Дракула 2: Вознесение        | Dracula 2: Ascension                  | Лоуэлл          |
| 2012 | ф  | Реальные парни               | Stand Up Guys                         |                 |
| 2016 | ф  | Кодекс чести                 | Code of Honor                         | Уильям Портер   |